# Out of Control (The Chemical Brothers)
Out Of Control is een nummer van The Chemical Brothers, uitgebracht op 4 oktober 1999 door het platenlabel Virgin. Het nummer behaalde de 21e positie in de UK Singles Chart.